# Luzula danica
Luzula danica là một loài thực vật có hoa trong họ Juncaceae. Loài này được H.Nordensk. & Kirschner mô tả khoa học đầu tiên năm 1991.